# Lemonade
Lemonade és el sisè àlbum d'estudi de la cantant afroamericana Beyoncé. Va ser llançat el 23 d'abril de 2016 per Parkwood Entertainment i Columbia Records. És el segon "àlbum visual" de la cantant, així com el seu primer àlbum conceptual. El llançament va ser acompanyat per una pel·lícula de 65 minuts, emes en HBO. Presentat com un R&B àlbum, Lemonade té una gran varietat de gèneres, incloent pop, reggae, blues, rock, hip-hop, soul, funk, country, gòspel, electrònica, i música trap. L'àlbum conté les veus de James Blake, Kendrick Lamar, The Weeknd, i Jack White, a més a més de mostres d'un gran nombre de cançons hip-hop i rock.
L'àlbum va ser aclamat pels crítics, que hi elogiaven la feina de Beyoncé perquè es la més atrevida fins al moment. Lemonade va debutar al numero un en la llista de Billboard 200, i va vendre 485.000 còpies en la primera setmana. És el sisè àlbum consecutiu de Beyoncé que aconsegueix el número 1. Lemonade va ser l'àlbum més venut del 2016, segons l'IFPI, amb 2,5 milions de còpies venudes. L'abril de 2016, Beyoncé es va embarcar en la giraThe Formation World Tour per promoure l'àlbum.
Lemonade va ser nominat per nou categories al 59è premis Grammy, i hi va guanyar el premi al Millor Album Contemporani-Urba i Millor Video Musical. L'àlbum va guanyar un premi Peabody, i Metacritic el va anomenar el segon més àlbum aclamat de 2016, i és el divuitè album més valorat de tots els temps. Al juliol de 2017, Lemonade va ser llistada com el sisè àlbum més exitós fet per una dona, segons NPR.

## Rerefons

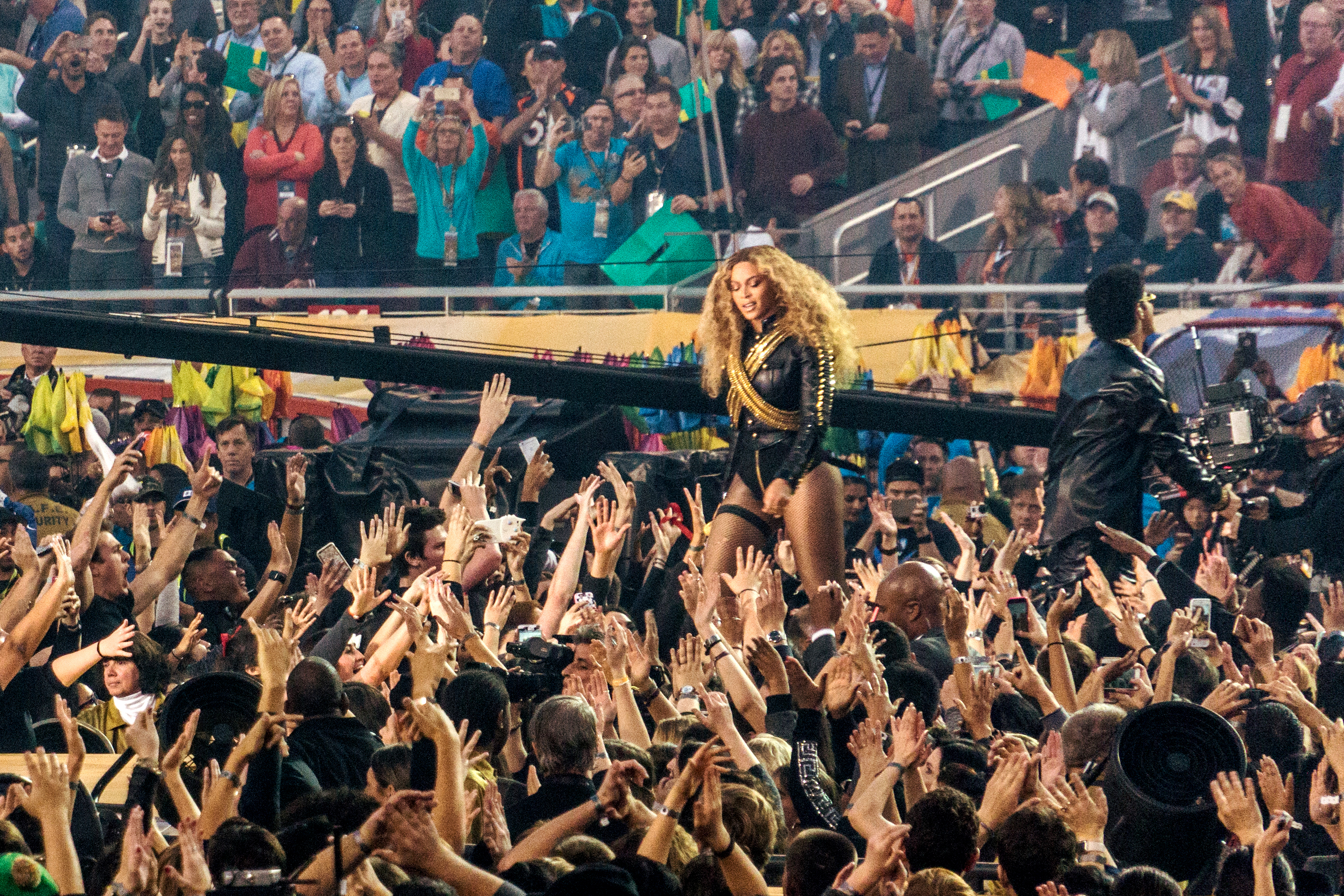
Beyoncé actuant al mig temps de la Superbowl

El 6 de febrer de 2016, Beyoncé llença, de manera gratuita, «Formation», el primer single de Lemonade, en el servei de streaming Tidal, acompanyat per un video musical de la canço que va publicar al seu canal de YouTube. L'endemà, el 7 de febrer de 2016, Beyoncé va actuar al mig temps de la Superbowl com artista invitada, juntament amb Coldplay i Bruno Mars, amb la canço que va llençar un dia abans, «Formation».
Beyoncé, després de l'actuació a la Superbowl, era alhora elogiada i criticada sobre aquesta nova cançó i sobre la influencia de les Panteras Negras que mostrava el seu vestit. Aquesta polémica va engendra hashtags "#BoycottBeyonce" i "#IStandWithBeyonce" i va ser trending topic a les xarxes socials. A mes a mes, un grup de manifestants va planejar una manifestació anti-Beyoncé a l'exterior de la seu de la National Football League (NFL) a la Ciutat de Nova York el dia de la venda general de tiquets, però cap manifestant no va pas aparèixer i en comptes d'això, dotzenes de seguidors de Beyoncé demostrar en pro de la cantant.
El títol d'àlbum era inspirat en l'àvia de Beyoncé, Agnéz Deréon, així com en l'àvia del seu marit Jay-Z, Hattie Blanc. Al final de la canço «Freedom», un enregistrament d'àudio de Hattie se la sent parlant a una multitud al seu 90è aniversari. Durant el discurs, Hattie diu "vaig tenir el meus alts i baixos, però sempre vaigs trobar la força interior per mantenirme amunt. La vida em va servir llimones, però jo vaig fer llimonada." Tidal va descriure el concepte darrere Lemonade com "el viatge de cada dona d'auto-coneixement i curació."

## Pel·lícula

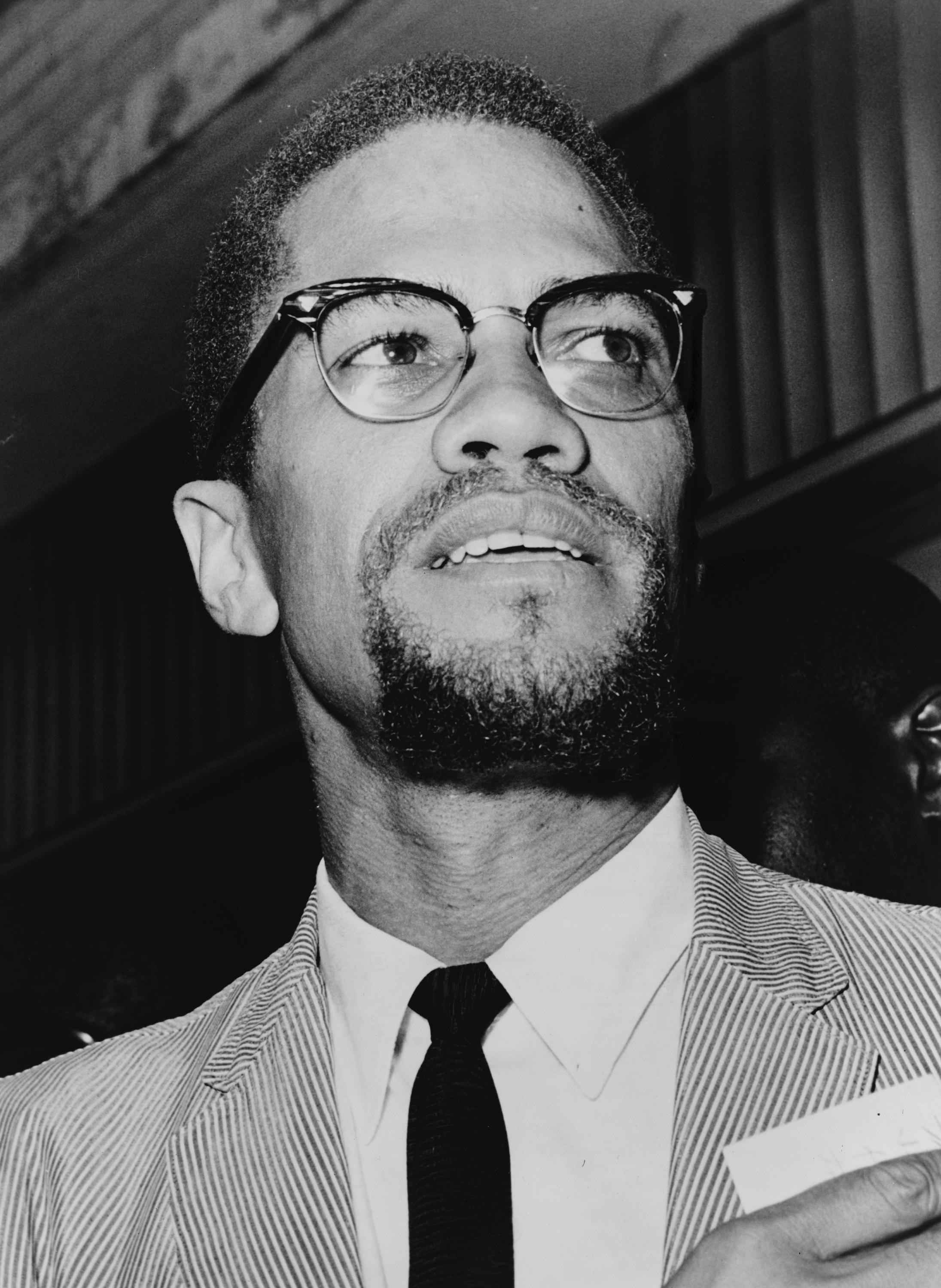
La pel·lícula mostra el treball de Malcolm X.

L'àlbum era acompanyat per una pel·lícula de 60 minuts amb el mateix nom, produït per Jonathan Lia i Good Comapny, que es va estrenar en HBO el 23 d'abril de 2016.
La pel·lícula utilitza poesia i prosa escrita pel poeta somali Warsan Shire i te aparicions de rostres popular de la cultura negra com Ibeyi, Laolu Senbanjo, Amandla Stenberg, Quvenzhané Wallis, Chloe x Halle, Zendaya i Serena Williams. Dins "Forward", les mares de Trayvon Martin (Sybrina Fulton), Michael Brown (Lesley McFadden), i Eric Garner (Gwen Carr) apareixen sujetant fotografies dels seus fills difunts per culpa del racisme. La pel·lícula també mostra el treball de Malcolm X en la cultura negra, concretament apareix un exctractde del seu discurs "Who Taught You to Hate Yourself", el qual és presentat en el video de "Don't Hurt Yourself".
Dins "Hold Up", Beyoncé apareix com Oshun, una dessa d'aigua de Yoruba la cual representa la sensualitat femenina, l'amor i la fertilitat. Oshun es sovint mostrada en groc i envoltat per aigua fresca. En un vestit groc de Roberto Cavalli, amb joies d'or i peus descalços, Beyoncé representa a la deessa, apareixent en un sommi subactuatic abans d'emergir de dues portes daurades, l'aigua basant i passant sobre ella i caient per l'escala. Durant el vídeo, una somrient, rient i ballarina Beyoncé trenca finestres de botigas, cotxes i càmeres amb un batde beisbol, representant la furia d'Oshun en un context modern. També fa un homenatge de l'artista Pipilotti Rist, concretament al seu video "Ever is Over All". Dins "Love Drought", Beyoncé dirigeix una línia de dones negres vestides de blanc al llarg d'una riba. Les dones, juntament amb la cantant. observen la riba, s'unifiquen, mirant fora a l'aigua mentre sostenen les mans les unes a les altres i senfonsen en l'aigua. Aquesta seqüència es va comparar amb Igbo Aterratge, una històrica ubicació que era el lloc d'un suïcidi en massa, on es van ofegar persones de Igbo que havien estat agafats com esclaus.

## Impacte social
El nou material de Beyoncé va impactar en tot el món, incloent-hi celebritats, directors i productors, institucions, universitat i museus, que van aprofitar l'impacte mediàtic de l'àlbum per imitar-lo o analitzar-lo. A més, aquesta forma tan narrativa de Beyoncé de fer música, on tot un àlbum explica una història i està molt ben pensat i construït, com si es tractés d'un guió, va començar en posar en dubte la indústria musical, la qual va començar a canviar -i continua canviant- gràcies a l'aportació de Beyoncé amb aquest àlbum. Beyoncé és l'escriptora i productora de tots els temes musicals, però també és la guionista i productora executiva del film, fent el treball de Lemonade molt més com un treball d'autor, i no tan comercial, i això li va donar encara més valor.
El missatge de l'àlbum va arribar a tothom, i això va generar admiradors però també detractors. Molta gent interioritzava el missatge, que veien en Beyoncé una dona forta la qual s'enfrontava amb tota la seva anima a una infidelitat, i volien ser com ella. A més també llegien el missatge entre línies que donava aquest film, com era el racisme, la cultura o el feminisme negre.
L'àlbum va arribar en un moment en què les tensions amb la comunitat negra eren latents, i això va fer que impactes d'una manera diferent en ser llançat en un context de màxima crispació. Aquest impacte mediàtic, a més a més, va estar incrementat en especular que la història d'infidelitat que contava Beyoncé a la pel·lícula era autobiogràfica. Molts mitjans de comunicació donaven noms de dones amb les quals el marit de la cantant li havia sigut infidel i a les quals Beyoncé els dedicava alguns dels seus temes de l'àlbum o algunes imatges del film. Mesos després, el marit de la cantant, a través de la seva música, va confirmar que li va ser infidel i que estava molt penedit. També es va confirmar que tota la pel·lícula de Lemonade és autobiogràfica, i és escrita per Beyoncé des de l'experiència que va sofrir en aquest cop emocional.
El concepte audiovisual de l'àlbum va inspirar molts àlbums per vindre de cantants reconeguts, com ara Snoop Dogg o Florence Welch. Bill Condon, director de la pel·lícula de la Bella i la Bestia' va dir que els visuals darrere Lemonade el va inspirar per a la pel·lícula: "mires la brillant pel·lícula de Beyoncé, Lemonade, i veus que aquest gènere està agafant tantes formes diferents… trenca amb tot el que havien vist, i la gent comença a entendre el concepte i cada vegada ho demanen més."
La Universitat de Texas a San Antonio va oferir una classe basada en l'àlbum i el seu concepte. El curs, que es va titular "Dones Negres, Beyoncé i Cultura Popular", explora com l'àlbum visual "és una meditació en el context contemporani de la cultura negre", i busseja en "el marc teòric, històric, i literari del feminisme negre". El Museu de Disseny d'Atlanta (MODA) va anunciar "El Projecte Lemonade", una sèrie de 12 mesos de converses que es van centrar al voltant de l'àlbum visual. La sèrie explora els temes de la raça, el gènere i la classe socials de la societat negra adreçats per l'àlbum.

## Llistat de cançons
| 1.            | «Pray You Catch Me»                          | Beyoncé Knowles Kevin Garrett James Blake | Knowles Garrett Jeremy McDonald Carla Haughton                   | 3:15  |
| 2.            | «Hold Up»                                    | Knowles Thomas Pentz Ezra Koenig Emile Haynie Joshua Tillman Uzoechi Emenike Sean Rhoden Doc Pomus Mort Shuman DeAndre Way Antonio Randolph Kelvin McConnell Carla Haughton Brian Chase Karen Orzolek Nick Zinner | Knowles Diplo Koenig                                             | 3:41  |
| 3.            | «Don't Hurt Yourself» (featuring Jack White) | Knowles Jack White Carla Haughton Diana Gordon James Page Robert Plant John Paul Jones John Bonham | Knowles White Derek Dixie [a]                                    | 3:53  |
| 4.            | «Sorry»                                      | Knowles Gordon Rhoden Haughton | Knowles MeLo-X Gordon Hit-Boy [a] HazeBanga [a] Stuart White [b] | 3:52  |
| 5.            | «6 Inch» (featuring The Weeknd)              | Abel Tesfaye Knowles Danny Schofield Ben Diehl Terius Nash Ahmad Balshe Jordan Asher Dave Portner Noah Lennox Brian Weitz Burt Bacharach Hal David                                                                | DannyBoyStyles Ben Billions Knowles Boots Dixie [b]              | 4:20  |
| 6.            | «Daddy Lessons»                              | Knowles Gordon Kevin Cossom Alex Delicata | Knowles Dixie [a] Delicata [a]                                   | 4:47  |
| 7.            | «Love Drought»                               | Mike Dean Ingrid Burley Knowles | Dean Knowles                                                     | 3:57  |
| 8.            | «Sandcastles»                                | Knowles Vincent Berry II Malik Yusef Midian Mathers | Knowles Berry II                                                 | 3:02  |
| 9.            | «Forward» (featuring James Blake)            | Blake Knowles | Blake Knowles                                                    | 1:19  |
| 10.           | «Freedom» (featuring Kendrick Lamar)         | Knowles Jonathan Coffer Carla Marie Williams Dean McIntosh Kendrick Duckworth Frank Tirado Alan Lomax John Lomax, Sr.                                                                                             | Knowles Coffer Just Blaze                                        | 4:49  |
| 11.           | «All Night»                                  | Knowles Pentz Henry Allen Timothy Thomas Theron Thomas Ilsey Juber Akil King Aman Tekleab Jaramye Daniels André Benjamin Patrick Brown Antwan Patton                                                              | Knowles Diplo King Henry [a]                                     | 5:21  |
| 12.           | «Formation»                                  | Michael Williams II Khalif Brown Asheton Hogan Knowles Haughton | Mike Will Made It Knowles Pluss [a]                              | 3:26  |
| Durada total: | Durada total:                                | Durada total: | Durada total:                                                    | 45:42 |

| 1. | «Lemonade» | Kahlil Joseph (filmmaker) Knowles Melina Matsoukas [b] Todd Tourso [b] Dikayl Rimmasch [b] Jonas Åkerlund [b] Mark Romanek [b] | 1:05:22 |

## Guardons
Premis
- 2017: Grammy al millor àlbum d'urbà contemporani